# Samtgemeinde Rehden
Die Samtgemeinde Rehden ist eine Samtgemeinde im Landkreis Diepholz in Niedersachsen. In ihr sind fünf Gemeinden zur Erledigung ihrer Verwaltungsgeschäfte zusammengeschlossen. Der Sitz der Verwaltung der Samtgemeinde liegt in Rehden.

## Geographie

### Geographische Lage
Die Samtgemeinde Rehden ist unmittelbar östlicher Nachbar der Kreisstadt Diepholz. Die Samtgemeinde Rehden liegt inmitten einer idyllischen Moor- und Waldlandschaft, die durch Bauernhöfe mit den dazugehörigen landwirtschaftlichen Nutzflächen unterbrochen wird.

### Ausdehnung des Gemeindegebiets
- Höhenlage: 34–77 m ü. NN
- Weiteste Ausdehnung von Westen nach Osten: 15 Kilometer
- Weiteste Ausdehnung von Norden nach Süden: 15,5 Kilometer
- Entfernung zur Kreisstadt Diepholz: 8 Kilometer

### Gemeindegliederung
Die Samtgemeinde hat folgende fünf Mitgliedsgemeinden:(in Klammern die Einwohnerzahl am 31. Dezember 2015 laut der Bevölkerungsfortschreibung durch das Niedersächsische Landesamt für Statistik)
| Lage der Mitgliedsgemeinden in der Samtgemeinde Rehden | 1. Gemeinde Barver (1.049) 2. Gemeinde Dickel (462) 3. Gemeinde Hemsloh (563) 4. Gemeinde Rehden (2.055) 5. Gemeinde Wetschen (1.758) |

## Geschichte
Die Samtgemeinde Rehden wurde durch einen freiwilligen Zusammenschluss im Jahr 1972 gebildet und besteht aus den fünf Mitgliedsgemeinden Barver, Dickel, Hemsloh, Rehden und Wetschen.
2019 wurde beschlossen Verhandlungen zur Umwandlung zu einer Einheitsgemeinde aufzunehmen. Im März und April 2020 stimmten der Rat der Samtgemeinde sowie die Räte der Gemeinden Barver, Hemsloh, Rehden und Wetschen einstimmig für eine Umwandlung, der Gemeinderat Dickel jedoch 4:3 dagegen. Dadurch war das Vorhaben zunächst gescheitert, da alle Gemeinden zustimmen müssen. Einige Bürger fühlten sich vom Gemeinderat Dickel jedoch nicht gut vertreten und reichten ein Bürgerbegehren ein. Nach hitziger Diskussion kam es zum Bürgerentscheid. Mit über 80 % Abstimmungsbeteiligung wurde das Ergebnis des Rates mit 55 % der Stimmen bestätigt, sodass die Umwandlung nicht stattfindet.

### Bevölkerungsstruktur
- Weiblich: 50,94 %
- Männlich: 49,06 %
- 0 –    5 Jahre: 5,90 %
- 6 –  17 Jahre: 11,50 %
- 18 – 29 Jahre: 14,10 %
- 30 – 49 Jahre: 26,10 %
- 50 – 64 Jahre: 23,30 %
- 65 und älter: 19,10 %

Stand 31. August 2018

## Politik

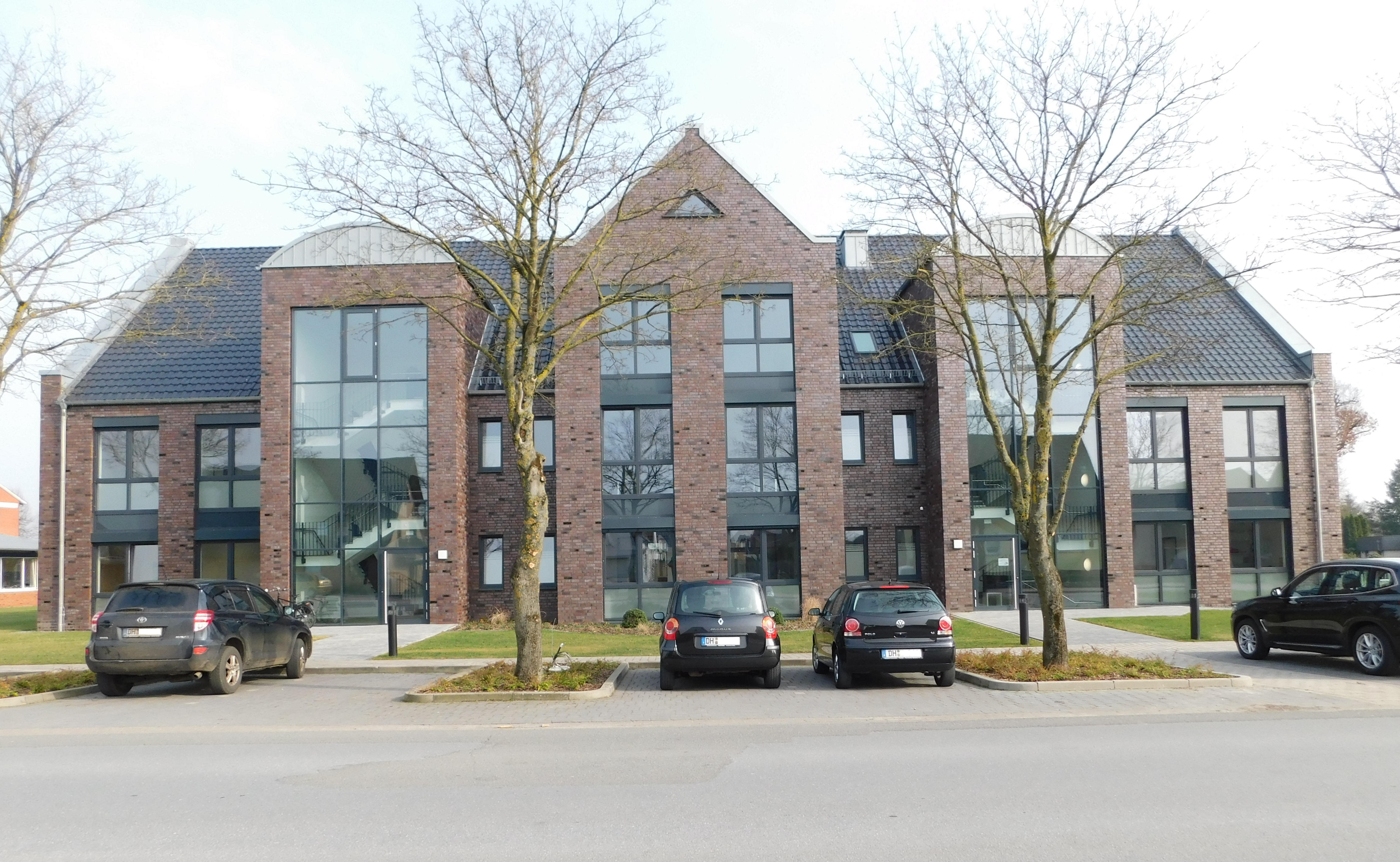
Das neue Rathaus der Samtgemeinde Rehden im März 2021

### Samtgemeinderat
Der Rat der Samtgemeinde Rehden besteht aus 18 Ratsfrauen und Ratsherren. Dies ist die festgelegte Anzahl für eine Samtgemeinde mit einer Einwohnerzahl zwischen 6.001 und 7.000 Einwohnern. Die Ratsmitglieder werden durch eine Kommunalwahl für jeweils fünf Jahre gewählt. Die aktuelle Amtszeit begann am 25. November 2021 und endet im November 2026.
Stimmberechtigt im Rat der Samtgemeinde ist außerdem der hauptamtliche Samtgemeindebürgermeister Magnus Kiene (parteilos).
Die letzte Kommunalwahl am 12. September 2021 hatte das folgende Ergebnis (in Klammern Änderung gegenüber 2016):
- Fraktion Wählergemeinschaften/FDP
  - Wählergemeinschaft Rehden (WGR): 4 Sitze (−1)
  - Wählergemeinschaft Wetschen (WGW): 3 Sitze
  - Wählergemeinschaft Barver (WGB): 3 Sitze (+1)
  - Wählergemeinschaft Hemsloh (WGH): 1 Sitz
  - Wählergemeinschaft Dickel (WGD): 1 Sitz
  - Freie Demokratische Parte (FDP): 1 Sitz (+1)
- Fraktion SPD/Grüne
  - Sozialdemokratische Partei Deutschlands (SPD): 4 Sitze
  - Die Grünen: 1 Sitz (+1)

### Samtgemeindebürgermeister
Bürgermeister der Samtgemeinde Rehden ist Magnus Kiene (parteilos). Bei der letzten Bürgermeisterwahl 2021 wurde er ohne Gegenkandidaten mit 87,14 Prozent der Stimmen gewählt. Die Wahlbeteiligung lag bei 59,89 Prozent.

### Wappen, Flagge und Dienstsiegel
Wappenbeschreibung
„Das Wappen der Samtgemeinde zeigt in Gold ein sechsblättriges, grünes, mit fünf schwarzen Kolben bestandenes Reetgrasbündel.“
Das Reetgrasbündel ist die etymologischen Ableitung der Ortsbezeichnung Rehden von Reet, Redun gleich Rohr/Schilf. Die fünf Rohrkolben symbolisieren die fünf Mitgliedsgemeinden der Samtgemeinde. Die Rohrkolben werden durch eine sechsblättrige Bündelung zusammengefasst. Sie symbolisiert als äußeres Zeichen der Gemeinsamkeit die Samtgemeinde als Einheit.
Flaggenbeschreibung
„Die Samtgemeinde hat eine grüne Flagge mit zwei goldenen Randstreifen, belegt mit Wappen im Anfang des zweiten Drittels.“
Dienstsiegel
Das Dienstsiegel enthält das Wappen und die Umschrift „Samtgemeinde Rehden“.

## Kultur und Sehenswürdigkeiten

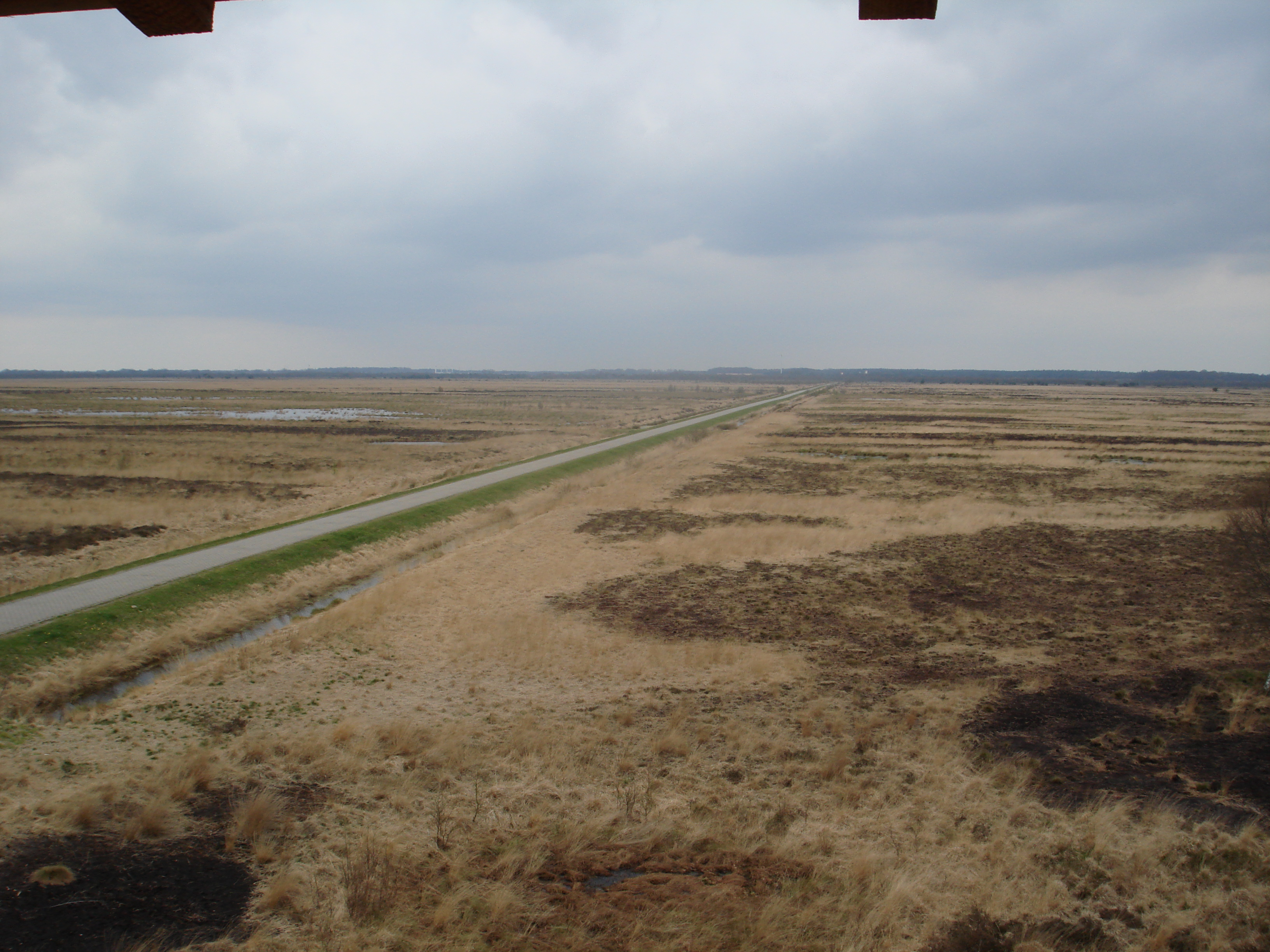
Geestmoor, Blick vom Aussichtsturm

Im Süden der Samtgemeinde befinden sich noch erhaltenen Hochmoorflächen, die überwiegend unter Natur- und Landschaftsschutz gestellt sind. In den Hochmoorflächen findet man außer Schafherden auch seltene Vogelarten und Pflanzen, wie Sonnentau und Wollgras. Die noch intakten Waldflächen der Hemsloher und Dickeler Berge unterbrechen die relativ flache Landschaft. Die Naherholungsgebiete der Stemweder Berge, Dümmer und Dammer Berge befinden sich in geringer Entfernung.

## Wirtschaft und Infrastruktur

### Wirtschaft
Die Samtgemeinde ist überwiegend landwirtschaftlich strukturiert. Die für den täglichen Bedarf erforderlichen Einrichtungen zur Deckung des Grundbedarfs der Bevölkerung sind in Barver, Rehden und Wetschen vorhanden. Auch die Ausstattung mit Handels- und Dienstleistungseinrichtungen entspricht dem derzeitigen Bedarf.
Die Samtgemeinde hatte zum 1. Januar 2006 Schulden in Höhe von 1.930.000,00 €. Dieser wurde in den folgenden Jahren abgebaut. Mit dem Haushalt 2013 bestanden keine zinsgebundenen Darlehensschulden mehr. Der Restschuldenstand 2015 beträgt 45.960 €.

### Gesundheit
Die Samtgemeinde Rehden verfügt über eine Gemeindeschwesternstation. Die gesundheitliche Versorgung ist durch vier Allgemeinmediziner (in je einer Praxis in den Gemeinden Rehden und Wetschen), zwei Zahnärzte, eine Apotheke, eine Logopädiepraxis sowie eine Massage- und eine Krankengymnastikpraxis in Rehden sichergestellt.

### Bildung
Die Grundschule der Samtgemeinde Rehden befindet sich in Rehden, eine Zweigstelle befindet sich in der Mitgliedsgemeinde Wetschen. In Rehden ist zusätzlich eine Oberschule eingerichtet. Weiterführende Schulen befinden sich in der 8 Kilometer entfernten Stadt Diepholz.
An allen Schulstandorten wird eine ganztägige Betreuung durchgeführt. Entsprechende Mensen sind an den Standorten Wetschen und Rehden eingerichtet.
Innerhalb der Samtgemeinde befindet sich zwei Kindergartenstandorte in Hemsloh und Rehden. Letzterer wurde im Jahre 1996 in Rehden in Betrieb genommen. In 2008 wurde dort der Bau einer Krippe begonnen und Anfang 2009 eingerichtet. Die Errichtung einer weiteren Krippe für die Betreuung der Kleinstkinder bis 3 Jahre erfolgte 2014 auf dem Gelände des Kindergarten Hemsloh. Im angrenzenden Waldgebiet des dortigen Kindergartens wird bereits seit über 10 Jahren ein Areal für einen ganzjährigen Waldkindergarten genutzt.
Die Betreuung in den Kindertagesstätten ist bedarfsangepasst ganztägig organisiert.
Nach der Schließung der Grundschule Barver wurde das Gebäude 2019 zu einer Krippe, Kindertagesstätte und einem Bereich für Senioren umgebaut.

### Freizeiteinrichtungen
In allen Mitgliedsgemeinden befinden sich Freizeiteinrichtungen wie zum Beispiel: Sportplätze, Tennisplätze, Turnhallen, Schießsportanlagen und Grillhütten.
In der Gemeinde Rehden wurde 2014 eine fachlich betreute Jugendfreizeiteinrichtung eingerichtet.

### Verkehr
Durch die Bundesstraße 214 Lingen–Diepholz–Nienburg und die Bundesstraße 239 Rehden–Wagenfeld–Herford sowie mehrere Landes- und Kreisstraßen ist das Samtgemeindegebiet gut an das regionale und überörtliche Verkehrsnetz angebunden. Über die Bundesstraße 214 erreicht man die 25 km entfernte Anschlussstelle der A 1 in Holdorf. Eine Gütereisenbahnlinie (Diepholz–Sulingen) läuft durch die Samtgemeinde und tangiert die Gemeinden Wetschen, Rehden und Barver. Sie wird durch regionale Unternehmen genutzt.